# Clúster (indústria)

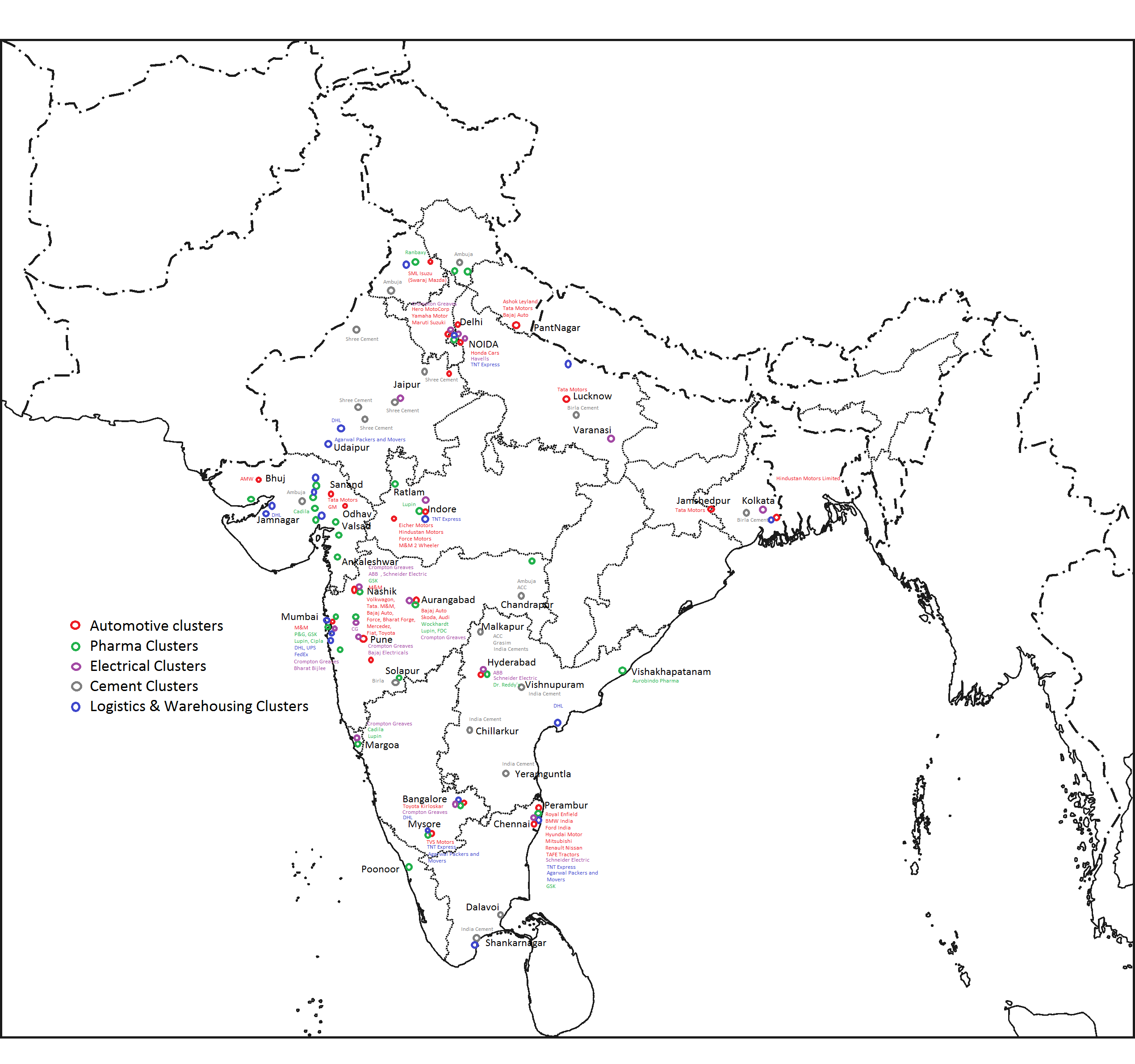
Clústers industrials de l'Índia

Un clúster, districte industrial o clúster industrial, en l'àmbit econòmic, és una concentració geogràfica d'empreses, institucions i agents relacionades amb un determinat mercat, producte o sector industrial. Aquesta agrupació crea unes economies de concentració que proporciona avantatges competitius. Segons Michael E. Porter és un grup nombrós d'empreses i institucions, totes elles relacionades amb la mateixa activitat econòmica i en el mateix entorn geogràfic.
Ja el 1890 Alfred Marshall va parlar del districtes industrials com a concentracions sectorials en un territori concret. Així mateix, el professor Giacomo Becattini ha tractat desenvolupat en profunditat l'estudi d'aquest fenomen en el context italià.
Però aquest concepte, rebatejat com a clúster, ha estat popularitzat pel professor Michael Porter al llibre "The Competitive Advantage of Nations". Paul Krugman, des del comerç internacional també ha fet notar la importància de la geografia. No obstant això, és un fenomen que, amb altres denominacions menys populars, ha estat profusament estudiat amb anterioritat per l'economia territorial.
Els clústers es beneficien de l'aparició d'economies d'aglomeració, que es manifesten en forma d'una sèrie d'avantatges per a les seves empreses. La presència d'un mercat prou ample de mà d'obra qualificada facilita la contractació de les empreses i permet que les pràctiques es difonguin entre el sector.
Aquesta alta densitat també ajuda a la creació d'institucions de formació i recerca especialitzades, així com a l'aparició d'uns valors i un context social que transmeten el coneixement tàcit, tant de tipus tècnic com empresarial, i una cultura que afavoreix l'emulació i la competència.
Finalment, la concentració sectorial permet que les empreses del sector diversifiquin els seus riscos derivats de la cadena de subministrament, en existir una base de proveïdors prou ampla.
En el món existeixen molts clústers d'indústries, com Silicon Valley en la informàtica i biotecnologia, Detroit en automoció o Bangalore en software.
Els clústers no pretenen replicar la funció de les associacions gremials, sinó generar i executar projectes transformadors entre els subsectors implicats. Catalunya havia estat un clúster tèxtil d'importància (Barcelona, Sabadell, Terrassa). En l'actualitat hi té diversos clústers destacables: d'automoció, editorial i de mitjans de comunicació, químic (Tarragona), entre d'altres.
Els clústers són objecte d'atenció per part de les polítiques industrials, a través de polítiques específiques de base territorial, entre les que figuren la creació de xarxes sectorials d'empreses, instituts de recerca i formació especialitzats i la promoció de models d'innovació oberta. Amb aquesta darrera es fomenta el repartiment de costos de desenvolupament entre conjunts d'empreses, permetent-los de realitzar projectes més ambiciosos del que la seva capacitat financera individual els permetria.

## Desenvolupament del concepte de clúster (districte industrial)
El clima i les característiques del terreny, els recursos disponibles, l'accessibilitat a la ubicació de l'empresa o el nivell de demanda, son alguns dels condicionants i dels creadors dels districtes industrials. Al 1969, la creació de l'Institut Regional per a la Programació Econòmica de la Toscana (RPET) va continuar amb la investigació i l'estudi dels clústers (prèviament realitzada per Marshall) i va destacar a certs artesans i gremis de la Toscana italiana els quals gràcies a la divisió entre ells de les fases del procés productiu havien aconseguit adaptar-se als canvis del moment i a ser útils a les grans empreses, obtenint un gran benefici.
Al final de la dècada dels setanta un canvi s'estava produint a la Toscana italiana, les grans empreses individuals de la zona s'havien dividit totes elles i s'ocupaven cada una d'una fase del procés productiu, amb l'objectiu de millorar la contractació, la qualitat dels productes i incrementar l'eficiència. Estudiant aquesta situació, Becattini va desenvolupar i crear el concepte de "districte industrial" caracteritzat pel predomini de petites empreses les quals estan subjectes a un marc legal, cultural i institucional.
Un cop l'estudi i la creació del concepte, Becattini va crear una definició pels clústers: "una entitat soci terrenal que es caracteritza per la presència activa d'una comunitat de persones i una població de firmes en una àrea concreta unida per motius històrics i naturals amb una dominant activitat industrial" (Becattini, 1990). Proposta la qual va ser revolucionaria.
Després de Becattini, es van realitzar vàries reinterpretacions de la teoria i obra de Marshall: la segona de Michael Porter (creador de la denominació "clúster" i identificador de les cinc fonts de competitivitat industrial) i la tercera de Paul Krugman (qui afirmava que les empreses obtenen grans beneficis de formar part d'un clúster industrial).

## Agents d'un districte industrial
- Empreses del mateix sector d'activitat. Una sola gran empresa pot arribar a constituir un districte.
- Institucions afins. Ja siguin públiques com privades, aporten suport tècnic especialitzat: centres de recerca, universitats, associacions patronals, entitats financeres i institucions de l'Administració.
- Proveïdors de materials, components, serveis especialitzats, empreses de distribució i empreses clientes.
- Altres empreses de sectors afins, que ofereixen productes complementaris.

## Aspectes importants de pertànyer a un districte industrial
- Increments de la productivitat. La pertinença a un districte industrial facilita l'accés als recursos disponibles del districte.
- Estímul a la innovació.
- Creació de noves empreses. És més senzilla la creació d'empreses dintre del districte industrial, perquè les barreres d'entrada són més baixes. El fet que hi hagi més clients potencials, fa que el finançament sigui més barat.